# Eduardo Paes
Eduardo Paes, né le 14 novembre 1969 à Rio de Janeiro, est un homme politique brésilien, maire de Rio de Janeiro de 2009 à 2016 et depuis 2021.

## Biographie
Le 26 octobre 2008, il est élu maire (prefeito) de Rio de Janeiro et prend ses fonctions le 1er janvier 2009. Il rejoint le Parti du mouvement démocratique brésilien. Il est réélu au premier tour le 7 octobre 2012 face à Marcelo Freixo, candidat du Parti socialisme et liberté (PSOL).
En 2018, il est candidat au poste de gouverneur de l'État de Rio de Janeiro mais il est battu par Wilson Witzel, candidat du Parti social-chrétien.
Il est de nouveau candidat à la maire de Rio de Janeiro lors de l'élection de 2020, où il termine en première position le 15 novembre en obtenant 37 % des voix, largement devant le maire sortant Marcelo Crivella avec un score de 22 %. Au second tour le 29 novembre, il l'emporte largement sur son adversaire et est élu avec 64 % des voix.

## Affaire judiciaire
En 2017, après son départ de la mairie, il est mis en cause dans le scandale politico-financier Odebrecht (pour financer illégalement des campagnes électorales ou enrichissement personnel) qui touche un grand nombre de personnalités de droite et de gauche au Brésil. Il est accusé d'avoir détourné 4,5 millions d'euros lors des Jeux olympiques d'été de 2016.

## Distinctions et honneurs

### Décorations internationales
- Ordre olympique échelon or (Comité international olympique), le 21 août 2016[4].